# Japoński opór po II wojnie światowej

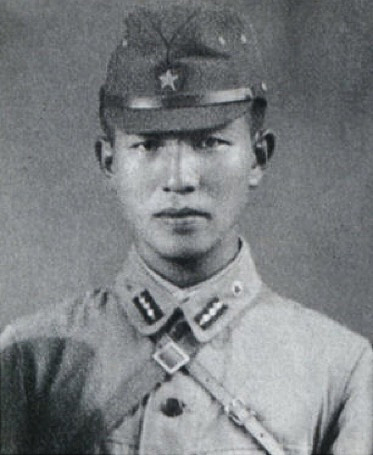
Ppor. Hirō Onoda, japoński żołnierz, który poddał się w marcu 1974 roku, 29 lat po zakończeniu wojny (zdjęcie z 1944)

Japoński opór po II wojnie światowej (jap. 残留日本兵, ang. Holdout) – kontynuowanie walki zbrojnej przez niektórych żołnierzy Cesarskiej Armii Japońskiej po kapitulacji Japonii 2 września 1945 roku, pomimo oficjalnego zakończenia wojny na Pacyfiku i II wojny światowej.
Żołnierze owi stacjonowali na wielu wysepkach Oceanu Spokojnego i o zakończeniu II wojny światowej dowiadywali się poprzez radio bądź alianckie zrzuty ulotkowe. Wielu żołnierzy japońskich nie dało wiary owym wiadomościom i ze względów ideologicznych (w japońskiej filozofii żołnierz miał nigdy nie kapitulować, gdyż wiązało się to z hańbą wobec Japonii i cesarza, jedyną dopuszczalną formą „złożenia broni” było samobójstwo bądź śmierć w bitwie), militarnych (prawie wszyscy żołnierze mieli za rozkaz bronić Japonii do końca), religijnych (wiara w boskość cesarza i przez to obronę jego osoby) czy osobistych nie zamierzali złożyć broni. Niektórzy nawet nie wiedzieli, że wojna się zakończyła ze względu na brak jakichkolwiek źródeł potwierdzających to (na przykład w postaci przekazów radiowych czy zrzucanych ulotek propagandowych). Ostatni żołnierze złożyli broń w latach siedemdziesiątych XX wieku.

## Lista ostatnich obrońców Japonii po 1945

### 1945–1949
- Kapitan Sakae Ōba, prowadził kompanię swoich 46 ludzi w walce partyzanckiej przeciwko siłom USA po zakończonej bitwie o Saipan do 1 grudnia 1945, czyli trzy miesiące po zakończonej wojnie.
- Yamakage Kufuku i Matsudo Linsoki, obaj żołnierze obsługujący karabiny maszynowe skapitulowali na Iwo Jimie w styczniu 1949.

### Lata 50. XX wieku
- Starszy szeregowy Yūichi Akatsu kontynuował walkę na wyspie Lubang od 1944 do kapitulacji w filipińskiej wiosce Looc w marcu 1950[1].
- Kapral Shōichi Shimada kontynuował walkę na wyspie Lubang do momentu śmierci w potyczce z filipińskimi żołnierzami w maju 1954[2].

### Lata 60. XX wieku
- Szeregowy Bunzō Minagawa wytrwał na swojej pozycji od 1944 do maja 1960 na Guam[3].
- Sierżant Masashi Itō(inne języki), przełożony Minagawy, skapitulował kilka dni później, 23 maja 1960 na Guam[4].

### Lata 70. XX wieku
- Kapral Shoichi Yokoi(inne języki), który służył pod rozkazami Itō, został złapany na Guam w styczniu 1972[5].
- Szeregowy Kinshichi Kozuka wytrwał na swojej pozycji z Onodą przez 28 lat do momentu śmierci w potyczce z filipińską policją w październiku 1972[6].
- Podporucznik Hirō Onoda wytrwał na swojej pozycji od grudnia 1944 do marca 1974 na wyspie Lubang na Filipinach razem z Akatsu, Shimadą i Kozuką, poddając się swojemu byłemu oficerowi w marcu 1974[2].
- Szeregowy Teruo Nakamura(inne języki) został wykryty przez Indonezyjskie Siły Powietrzne na Morotai i skapitulował 18 grudnia 1974 przed szukającym go patrolem[7].

### Lata późniejsze
- Ostatnim „żołnierzem na posterunku” był Nakamura, lecz niektóre raporty mówią o ukrywaniu się kapitana Fumio Nakahary na Filipinach jeszcze w 1980. Chociaż odnaleziono chatę, w której miał się ukrywać, nie ma żadnej informacji co do losu Nakahary[8].
- W 2005 media na świecie podały wiadomość o odnalezieniu dwóch mężczyzn na filipińskiej wyspie Mindanao podających się za żołnierzy cesarskiej armii japońskiej, ukrywających się w dżungli przez 60 lat od zakończenia II wojny światowej. Identyfikujący się jako Yoshio Yamakawa i Tsuzuki Nakauchi mężczyźni mieli należeć do osławionej japońskiej „dywizji panter” (30 Dywizja Piechoty), która walczyła na Mindanao razem z 100 Dywizją Piechoty przeciwko wojskom amerykańskim. Rzekomi żołnierze po jednej z operacji mieli nie móc dołączyć do oddziału, przestraszyli się, że zostaną uznani za dezerterów i ukryli się w dżungli w górach w rejonie General Santos. Mieli przypadkowo skontaktować się z japońskim biznesmenem, hobbystycznie poszukującym w regionie szczątków poległych żołnierzy japońskich, dowiadując się od niego, że wojna się skończyła[9][10][11]. Sprawa zyskała rozgłos, ale po próbach nawiązania kontaktu okazało się, że mężczyźni nie są Japończykami, a japoński biznesmen przyznał, że cała historia została zmyślona[12][13].